# Byblia similata
Byblia similata är en fjärilsart som beskrevs av Van Son 1979. Byblia similata ingår i släktet Byblia och familjen praktfjärilar. Inga underarter finns listade i Catalogue of Life.